# Martin Neuffer (Verwaltungsjurist)
Martin Neuffer (* 18. Juni 1924 in Heidelberg; † 9. Juni 2004 in Hamburg) war ein deutscher Verwaltungsjurist. Von 1963 bis 1974 war Neuffer Oberstadtdirektor von Hannover und im Anschluss bis 1980 Intendant des Norddeutschen Rundfunks in Hamburg.

## Leben
Der Sohn des Archäologen Eduard Neuffer studierte Rechtswissenschaft an der Universität Bonn. Seit 1946 SPD-Mitglied, wurde Neuffer später persönlicher Referent des niedersächsischen Ministerpräsidenten Hinrich Wilhelm Kopf und war ab 1960 als Wahlbeamter  (berufsmäßiger Stadtrat) Personaldezernent in der Stadtverwaltung Hannover. Der Rat der Stadt Hannover wählte ihn 1963 als Nachfolger von Karl Wiechert zum Oberstadtdirektor der Landeshauptstadt Niedersachsens.
Neuffer erkannte früh die Notwendigkeit, Stadtpolitik wissenschaftlich zu stützen. Gemeinsam mit Hans-Jochen Vogel trieb er die Gründung des Deutschen Instituts für Urbanistik voran.

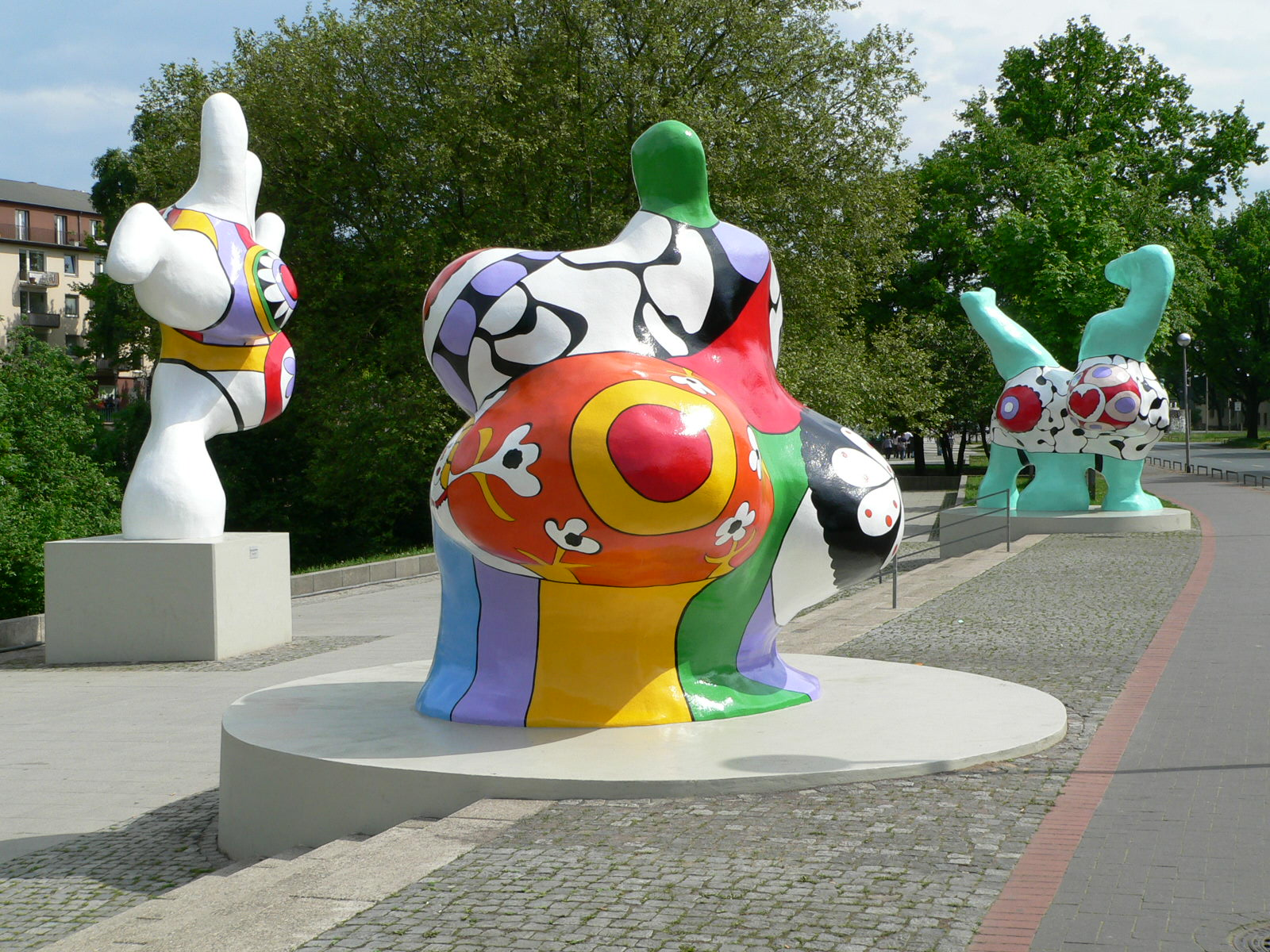
Die 1974 auf Initiative Neuffers aufgestellten „Nanas“ Sophie, Caroline und Charlotte am Hohen Ufer in Hannover

Neuffer begriff kommunalpolitisches Handeln in seinem gesellschaftspolitischen Zusammenhang und legte dies auch in seinen Schriften dar. Da von 1962 bis 1968 die Einwohnerzahl Hannovers um über 8 Prozent auf rund 527.000 Personen gesunken war, gab Neuffer im Mai 1969 eine Studie in Auftrag, die Probleme im Image der Stadt aufzeigte. Sie habe weder großstädtisches Flair noch Ausgehmöglichkeiten für junge Leute. Wie er dem Direktor des städtischen Kunstvereins Manfred de la Motte schrieb, fehle es an Vitalität und Temperament. Die Stadt gelte als steif, korrekt und prüde. Da diverse Städte Imagekampagnen, auch für den Städtetourismus, veranstalteten, wollte Hannover nicht nachstehen. Dem Kultur- und Freizeitwert sollte eine höhere Bedeutung beigemessen werden. Weitsicht bewies Neuffer auch, als er nach der Rote-Punkt-Aktion im Juni 1969 die Verkehrsbetriebe kommunalisierte und einen Verkehrsverbund für den Großraum Hannover einführte. Auf Initiative Neuffers realisierte die Stadt das Experiment Straßenkunst von August 1970 bis Oktober 1972, das mit den 1974 am Hohen Ufer aufgestellten „Nanas“ in der Stadt die größte Beachtung fand. Um das „Lebensgefühl“ der Hannoveraner zu steigern, wurde es mit einem Altstadtfest eingeleitet, dem ersten in Deutschland. Darüber hinaus forderte Neuffer zur Imageverbesserung auch die Erweiterung der Hochschule um geistes- und sozialwissenschaftliche Studiengänge.
Während Neuffer als visionärer Oberstadtdirektor galt, wurde sein Nachfolger Rudolf Koldewey (ab 1974) als „Feldherr der Rückzugsgenerale“ bezeichnet.
Von 1962 bis 1974 gehörte Neuffer dem NDR-Verwaltungsrat an. Am 8. März 1974 wurde er für sechs Jahre zum Intendanten des NDR gewählt. Im Rückblick würdigte ihn der spätere Intendant Jobst Plog als „prägende Persönlichkeit“ mit „aufrechtem Gang“ an der Spitze der Sendeanstalt: „Martin Neuffer hat sein Amt in überaus schwieriger Zeit ausgeübt. Er hat sich mit großem persönlichen Mut und Engagement für die Unabhängigkeit des NDR eingesetzt und maßgeblich zum Erhalt der damaligen Drei-Länder-Anstalt beigetragen, die durch heftige politische Konflikte gefährdet war.“
In seinem 1982 erschienenen Buch Die Erde wächst nicht mit plädierte der linke Sozialdemokrat Martin Neuffer unter anderem dafür, die Einwanderung von Türken in die Bundesrepublik „scharf“ zu drosseln und auch das Asylrecht „drastisch“ auf Europäer zu beschränken.
Martin Neuffer wohnte einige Jahre in der Gartenhofsiedlung im hannoverschen Stadtteil Marienwerder. Er war zweimal verheiratet. Aus der ersten Ehe gingen drei Kinder hervor, mit der zweiten Ehefrau hatte er zwei Stiefkinder. Seine schlichte Grabstätte befindet sich auf dem Friedhof Ohlsdorf, südlich von Kapelle 13.

## Kritik

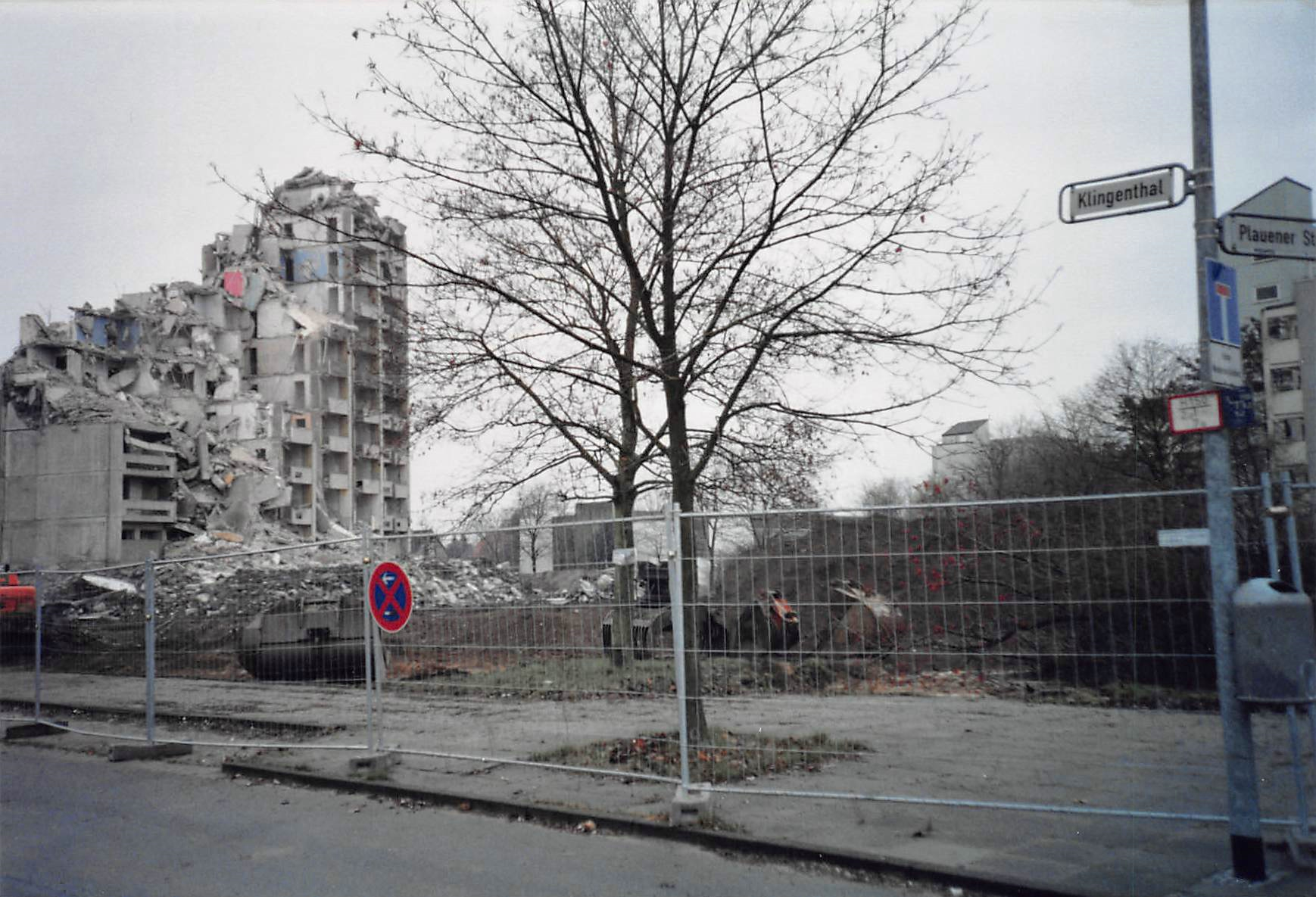
Klingenthal, November 2004

Neuffer hatte nach einem  USA-Besuch zu Beginn der 1970er Jahre angekündigt, dass  auch  Hannover  mit  einem  Hochhauskomplex  nach  amerikanischem  Vorbild  ausgestattet werden muss. Im Jahr 1971 wurde östlich der Plauener Straße im Stadtteil Vahrenheide-Ost der Klingenthal angelegt. Ursprünglich war auch für dieses Baugebiet die Fortführung der bisher üblichen Bebauung in Vahrenheide, die Zeilenbebauung, geplant  gewesen. Jedoch setzte sich Stadtdirektor Neuffer durch. Bereits ab den 1990er Jahren stand die „Wohnanlage beispielhaft für Missstände in einem sozialen Brennpunkt: Vermüllung, Vandalismus, Anonymität“. Der gesamte Komplex wurde 2004 abgerissen. Leerstände, Verwahrlosung und Vandalismus, dazu Bandenkrieg zwischen Ausländergruppen, ließen keine andere Wahl.

## Veröffentlichungen
- Städte für alle: Entwurf einer Städtepolitik. 1. – 6. Tsd., Hamburg: Wegner, 1970, ISBN 978-3-8032-0134-8 und ISBN 3-8032-0134-9
- Entscheidungsfeld Stadt: Kommunalpolitik als Gesellschaftspolitik. Standortüberprüfung der kommunalen Selbstverwaltung. Stuttgart 1973
- Die Erde wächst nicht mit: Neue Politik in einer überbevölkerten Welt. C. H. Beck, München 1982, ISBN 3-406-08457-5.[12]
- Nein zum Leben: Ein Essay. Fischer-Taschenbuch-Verlag, Frankfurt am Main 1992, ISBN 3-596-11342-3